# 刘邦
劉邦（前256年或前247年—前195年6月1日），字季，沛丰邑中阳里（今江蘇省豐縣）人，為汉朝开国皇帝，中国历史上第一位平民（家世）出身的皇帝。秦末汉初的軍事家、政治家，參與以楚國為首的反秦叛亂，成為諸侯之一。在楚汉战争中，漢王劉邦擊敗了西楚霸王项羽獲勝，統一了自秦朝滅亡後的天下，至此稱帝建立汉朝，進入西汉時期。

## 名字與稱號
其他漢朝皇帝在史書都記有其名字，《史記》與《漢書》只記載其字為季，其長輩皆稱他為劉季，未記載其名。至東漢荀悅《漢記》中才記載其名為邦，顏師古認為臣下為避諱把「邦」這名改稱為「國」。司馬貞引用項岱說法，認為高祖本名劉季，登位後方才改名邦。
中國學者陳垣與日本學者瀧川資言認為這是由於避諱的緣故，邦字避而不用，所以《史記》與《漢書》不寫出他的本名。日本學者佐竹靖彥認為劉邦出身平民，本無名字，成為皇帝後才有名與字。
劉邦家族為世襲文吏，成年後通過考試，任泗水亭長。在刘邦率領沛县子弟起兵反秦之初，其手下萧何、曹參、樊哙等，依照楚國舊制，推選其為沛公，即沛縣縣令。曾為楚將項梁下屬，因先首先攻破武關，進入關中，經項羽分封為漢王，領有漢中。
建立西漢之後，稱皇帝。在他過世之後，其子汉惠帝即位之際，為其建立高廟，亦在各郡國建立高祖廟以奉祠劉邦，並上尊號為漢高皇帝。《史記》稱其為漢高祖，之後的著作如《漢書》、《漢紀》皆沿用高祖的稱號，成為最通行的稱呼。此外，《漢書》另稱其為漢高帝，《漢紀》又稱其為高祖皇帝。張晏認為，禮謚法中並沒有「高」的封號，漢朝應是以其功業最高，且作為漢之太祖，為表崇他的貢獻，故特別稱為高祖。
自賈誼開始，主張應以太祖作為劉邦的廟號。至漢景帝時，首次將劉邦定為太祖。但在漢朝時，帝王的廟號與諡號有多次爭議及變化。至漢元帝時，重訂太廟的祭祀禮儀，把高廟重建為帝者太祖之廟，訂劉邦的廟號為太祖。至王莽時，首次稱呼他為太祖高皇帝。民間著作如劉向《說苑》等，仍習稱其為高祖。在新朝末年，民間起義時，如隗囂等，也稱其為高祖。東漢初年，光武帝恢復高廟，以高祖之名祭祀。東漢至魏晉南北朝間，如陳壽《三國志》等著作中，仍稱其為漢高祖，使用太祖稱謂的風氣不盛。至宋朝司馬光《資治通鑑》，根據廟號與謚號聯稱的用法，採用太祖高皇帝這個稱號，閻若據在《尚書古文疏證》中也主張應稱為太祖高皇帝。

## 出生與家世
劉邦出生年代，自古有兩種說法，依皇甫謐說法推算，出生於公元前256年，依顏師古《漢書集註》引用傅瓚記載，推算生於公元前247年。中華人民共和國歷史學界主流支持生於公元前256年的說法，日本學者鶴間和幸支持應生於公元前247年。
《史記》記載劉邦家鄉為沛豐邑中陽里，傳統上以此為他的出生地。沛豐邑，在漢朝為沛郡豐邑，在秦朝為泗水郡沛縣豐邑。豐邑古為豐國，在春秋時代為宋國領土，在戰國時代則有兩種不同記載。據秦簡記載，秦朝泗水郡原為楚國領土，沛縣與豐邑皆為泗水郡所轄，近於楚國首都壽春。鶴間和幸據此認為，豐邑原為楚國領土，劉邦家族應為楚國人，中華人民共和國學者李開元也支持這個說法。《史記》中對劉邦家世未有詳細記載，其父親劉太公與母親劉媼皆沒有明確名字留傳，不像是貴族出身。在秦帝國時，劉邦為泗水亭長，為低階世襲文吏，非為貴族，因此鶴間和幸與佐竹靖彥等學者主張劉邦家族為普通農民出身。
據《漢紀》與《漢書》記載，沛豐邑原屬於魏國。楊寬在《秦漢史》中考證豐邑原為魏國領土，劉邦家族應為魏國人。在劉向時，劉邦的家世被上追到陶唐氏堯，在夏朝時豢龍氏中的劉累為其先祖，在晉國時為范宣子家族。在魯文公時代范氏遷到秦國。在秦國滅魏時，從大梁把魏國居民遷往豐邑，劉邦祖父被封為豐公。據此記載，劉邦家族應為晉國與秦國的低階貴族。中華人民共和國學者李朝陽、李全华、陈苏镇、李祖德等人皆主張劉邦出生於魏國首都大梁（今中華人民共和國河南省開封市），在魏國滅亡後，才隨家人遷居至沛縣。
劉邦家中有兄弟四人，長兄為劉伯，次兄劉喜，劉邦為么兒。家中還有一個異母弟劉交。

## 早年生涯

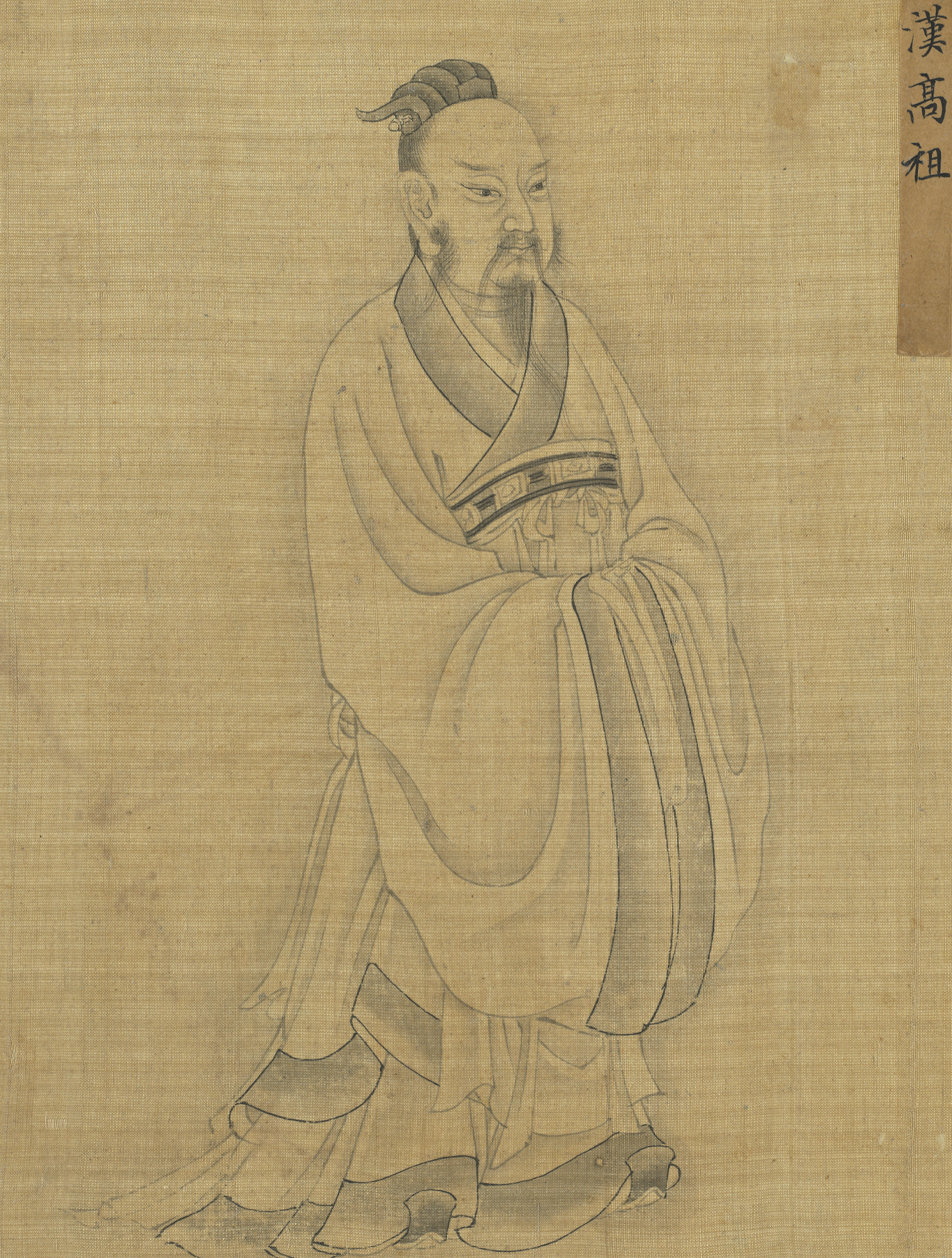
刘邦

刘邦出生于前256年或前247年。刘邦少年时仰慕信陵君，但未及成年，信陵君便亡故。之後信陵君舊門客張耳为外黄令，招徕门客，劉邦因而到大梁往投张耳门下為門客，並與之結交為友。不久魏国滅亡，张耳不愿事秦而改名換姓逃亡，劉邦亦返回家鄉。劉邦登帝位後，只要途經大梁，多半會祭祀信陵君；在楚漢戰爭期間，张耳为常山王，被他的故友陈馀所败，张耳为此故投奔刘邦。以前劉邦在秦都咸陽服徭役時見到秦始皇出遊，發出了：「嗟乎，大丈夫當如此也」的感歎。
劉邦早年有一名外婦曹氏，生下長子劉肥，但並未正式娶妻，故劉肥並非嫡子。之後單父縣的門閥呂公因避仇而移居沛縣，县內士紳豪傑，皆往祝賀。主吏蕭何負責排定門客的座次，要求賀禮不到一千銅錢的客人，都坐在堂下。亭長刘邦認為沛縣諸官吏也沒甚麼了不起，就自稱獻「賀錢一萬」，其實一個銅錢都沒有帶來。呂公看到劉邦的面相後大吃一惊，覺得他将来定是個不凡人物，因此引入堂內就座。蕭何告訴呂公：「劉邦只會說大話，沒甚麼成就。」但吕公不以为然。劉邦坐在上賓座位後，就大聲調侃其他沛縣官吏。呂公對劉邦說：「我很會看面相，但是沒看過像你這麼相貌不凡的，我有個女兒（即呂雉），希望你願意接受她當你的妻子。」事後呂公的妻子呂媼很生氣，說：「你以前說你這個女兒很難得，一定要嫁個非常好的丈夫。沛縣縣令對你這麼好，你還不肯把女兒嫁給他，現在居然要把她嫁給劉邦？」呂公說：「這不是你婦道人家懂的事。」最后還是把女兒嫁給劉邦。呂雉後來生了漢惠帝劉盈和魯元公主。
劉邦为亭长时，經常請假回家到田裡去。有一次呂雉和孩子正在田中除草，有一老者經過討水喝，呂雉讓他喝了水，給他飯吃。老者給呂雉相面說：「夫人是天下貴人。」呂雉又讓他給兩個孩子相面，見了劉盈，說：「夫人尊貴的原因，是因為這個男孩子。」又給魯元公主相面，同樣也是富貴面相。老者走後，劉邦正巧從旁邊的房舍走來，呂雉就把剛才那老人給她們看相的情況，告訴了劉邦。劉邦問這個人在哪，呂雉說：「還不遠。」於是追上了老者，問他剛才的事，老者說：「剛才的夫人、孩子的樣貌都像您，您的相貌贵不可言。」劉邦道謝說：「真的像您說的，我一定不忘您的恩德。」等到劉邦顯貴的時候，卻再也找不到當初那位老者。

## 反秦战争

### 释徒斩蛇
前209年，劉邦奉命押解犯人到骊山，途中有不少人逃脫，因為當時讓犯人逃脫是重如死罪，所以劉邦索性放走所有人，劉邦也因此逃亡，當時逃犯中有十餘人願意跟隨他一同逃亡，也成為未來起義的部分勢力。一行人路遇一條大白蛇擋路，劉邦一怒之下就提劍把蛇斬殺了，突然出現一個老婦人啼哭，自稱：“我兒是白帝之子，化成白蛇躺在路上，卻被赤帝之子殺死了。”隨即消失。由於秦始皇的先祖秦襄公說自己是白帝的後裔，眾人都認為劉邦被賦予取代秦朝的天命，是為“斬蛇起義”。秦始皇常說「東南有天子氣」，乃东游欲以厭勝之。劉邦自認始皇东游是針對他，于芒碭山山澤落草為寇。

### 据沛反秦
秦二世元年七月（前209年），陳勝與吳廣因為下雨誤期，害怕受到秦朝法律處罰，率領約九百名役夫在蕲县大泽乡（今安徽宿州东南刘村集）起事，是為大澤之變。当时許多郡县的仕紳杀死郡守、縣令，以响应陈胜，沛縣縣令恐懼，欲响应陈胜，于是主吏萧何、狱掾曹参等劝縣令召回刘邦。縣令答应，于是派樊哙往召刘邦。劉邦至沛，而縣令反悔，于是刘邦率約百人於沛縣城外射箭夾信，說服城內人誅殺縣令。劉邦多次推让后被众人立為沛縣縣令，自稱沛公，徵發縣中約三千子弟，攻占沛县等地。刘邦起事后，攻胡陵（江苏省沛县龙固镇）、方与，还守丰。秦泗水郡郡监「平」将兵围丰，为刘邦军所破。接着刘邦命雍齿守丰，亲率军攻薛，泗水郡郡守「壮」战败逃到戚（今山東微山），不久为沛公左司马曹無傷所杀。刘邦还军亢父。至方与，魏國丞相周巿来攻方与（今山东鱼台），雍齿佔据丰邑，歸降周巿，刘邦攻丰邑，不能攻下。
时东阳宁君、秦嘉在留邑（今沛縣東南）立景駒为王，刘邦欲往投奔，并借兵再度攻擊丰地，路上遇到了张良。章邯的偏将司马夷往北方進兵，拿下了楚地，在相地屠城，進兵砀郡。东阳宁君与沛公率军，向西迎击，在萧邑之西與司马枿交戰，不利，刘邦退回留邑休整，獨自出兵击敗司马枿獲得勝利，使秦军退往砀县东边，三天攻下砀县，再以周勃先登攻克下邑，回師聚兵于留邑，接着三天攻取砀郡，得兵五、六千人，此时刘邦約有九千士卒，接連攻取下邑，还军攻丰邑，不能攻下。

### 投奔项梁
时楚國起義軍首領项梁在薛城，沛公刘邦率骑兵百餘人前往跟隨，项梁給予刘邦士卒五千人、五大夫等級的将領十人，刘邦反攻丰，拔之。雍齿逃亡魏国。
在得知楚王陳勝确实已死的消息，以及秦嘉立景驹为楚王，项梁為爭取楚國父老的民心，把在外诸将召还薛城，共立楚懷王之孫熊心，亦稱「楚懷王」，史家稱楚后怀王，项梁自命為武信君。六月，章邯破杀魏王魏咎、齐王田儋于临济。七月，刘邦攻亢父。章邯包围田荣于东阿。刘邦随项梁率军前往救援，打败了章邯。刘邦及项羽继续追击秦军至城阳，屠城，驻扎在濮阳东，再次和章邯军交战，打敗了秦军。章邯军再次聚集，守濮阳、环水。刘项联军离开，去攻定陶。八月，定陶無法攻下，往西攻擊到雍丘，与秦军战，大破秦兵，五大夫曹参從刘邦攻杀三川郡郡守李由，李由地位顯赫，是秦丞相李斯之子。项羽、沛公还师攻外黄，未下。
九月，项羽、刘邦攻陈留时，闻定陶之役中章邯擊殺项梁，士卒惊恐。刘邦、项羽及吕臣徏楚怀王从盱台迁都彭城。吕臣军驻彭城东，项羽驻军彭城西，刘邦驻军砀城。

### 入关灭秦
秦二世二年闰九月（前208年九月），楚后怀王迁都彭城，并将项羽、吕臣等诸军的兵卒收归自己率领，命沛公刘邦为砀郡首长，封武安侯，率领砀郡的军队。又封项羽长安侯，建國於魯，号称“鲁公”。吕臣为司徒，其父吕青为令尹。时秦兵围赵甚急，赵国数向楚王请求救兵。楚王以宋义为上将军，项羽为次将，范增为末将，北上救赵。而沛公率军西攻秦兵。怀王与将军们约定，谁先进入关中，就可以在关中称王，但当时秦兵强大，常乘胜逐北，诸将都认为西入关攻秦没有好处，都不愿去，只有项羽因为叔父项梁之死，非常有意愿入关攻秦。但楚后怀王及其他诸将都认为项羽为人不可取，为了报叔父之仇一定会屠城，不让项羽参加西征，于是沛公独领军西征。
次月，即秦二世三年十月（前208年十月，秦制以十月为岁首），刘邦率军西征，收项梁、陈胜散卒，由砀郡到达成阳，与杠里的秦军僵持，击败了王离所率之秦军，接着在成武南攻王离及东郡尉，大破之，揭开了楚军反攻的序幕，并为宋义军的前进，扫除前方障碍做了贡献。十二月，还至栗縣，遇到“刚武侯”（一說即是「刚侯武」，司馬遷筆誤），刘邦夺取了“刚武侯”的部队，收编了四千余人，与魏国将军皇欣、申徒武蒲之军合攻昌邑，未下，只好绕道至高阳。同期王离败给刘邦，后来听章邯之令去围钜鹿，项羽跟诸侯联军在钜鹿大破秦军，俘获王离，招降章邯。
秦二世三年二月（前207年二月），在昌邑遇彭越，与彭越军合攻昌邑，未下。在高阳，郦食其、郦商兄弟来投奔，郦食其劝说刘邦袭陈留，掠夺秦兵的粮食，因此封郦食其为广野君，然后刘邦与郦商一起攻击开封，却攻不下，只好继续向西前进，三月刘邦来到陈留西约30公里的开封，与秦大将赵贲大战，大破赵贲 在白马、曲遇大破秦将杨熊，杨熊逃到荥阳，秦二世遣使斬殺杨熊示众。四月，刘邦攻打颍阳，并破颍阳，透过张良，又占领了韩国的轘辕关。四月刘邦拿下轘辕后，刘邦率领军由轘辕攻进了洛阳盆地。这时候，赵国的别将司马卬正想渡过黄河，进入函谷关。刘邦就向北拿下平阴，截断黄河渡口，向南进军，与秦军在洛城東方戰鬥，再次大破赵贲大军。
六月，与南阳郡守吕齮交战，攻取南阳郡，吕齮逃到宛城，刘邦想要放弃追击，但张良说如此将会腹背受敌，一定要先破宛城，刘邦于是攻击宛城，吕齮本来要自刎，他的舍人陈恢建议投降，吕齮答应了，刘邦封吕齮为“殷侯”，封陈恢食邑一千户，然后刘邦继续西进，所经过的城纷纷归顺。到了丹水的时候，秦国的高武侯戚鳃、襄阳侯王陵也在西陵投降了，刘邦于是回过头来攻打胡阳，遇到了番君吴芮的副将梅鋗，就跟梅鋗一起拿下了析县和郦县。刘邦派遣甯昌出使秦地，甯昌还没回来。这时，钜鹿之战结束，秦将章邯向项羽投降。
赵高刺杀了秦二世之后，派人向刘邦说，愿意割地给刘邦，刘邦认为有诈，而且趙高奸詐不可信，非但不答应，還處死了秦使者，同時加快攻击的脚步，用了张良计谋，派酈食其与陆贾去游说、行贿武关的秦将，却乘机偷袭武关。刘邦攻武关之后，八月，刘邦在经过连续机动后，攻破秦国的东南门户，位于丹水河谷的险要武关，秦王子婴即位，隨即刺殺赵高，发动关中所有军队并派大军据守。嶢關、蓝田之战中刘邦击败秦军最后一支大军，入秦。秦廷大为震动，刘邦最后抵达霸上。子婴驾素车白马于轵道投降，刘邦反对众将的建议，不愿处死子婴，只把他俘虏而已。

## 楚漢相爭

### 约法三章

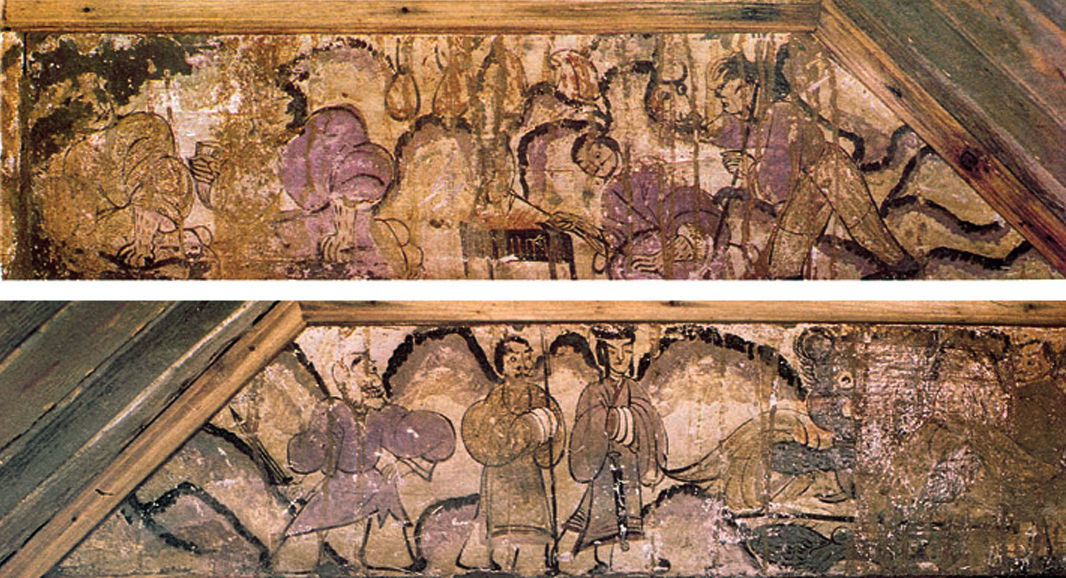
鴻門宴圖，西漢壁畫，現存洛陽古墓博物館。左上第一人褐衣者（坐者，身體向後傾）即為劉邦。

汉元年十月（前207年十月），秦王子婴于轵道向刘邦投降，秦朝灭亡。史家一般以此月为「汉元年」开始。
刘邦見到秦國的皇宮富丽堂皇，就想要入住秦宫中享受榮華富貴，被樊哙、张良所谏阻。于是刘邦乃下令封閉秦王的王宫府库，还军霸上，而萧何则收了秦朝之地图、戶籍資料等。刘邦召見咸陽附近的父老、豪杰，慰勞他们说：“你們忍受秦朝苛法已經很久了。”然后与他们约法三章，把苛法全部廢除，并令吏人仍守旧职。同时也拒绝了秦人的犒劳。刘邦此举，大得秦人之心，秦人唯恐刘邦将来不为秦王。
有人告诉刘邦说：「秦國比六国富裕十倍，地形易守難攻。聽說章邯投降了項羽，項羽要讓章邯到關中稱王，章邯一來，你就沒法稱王了，趕快守住函谷關，不要讓诸侯们進兵。」刘邦采纳提議，命人守函谷关。十一月中旬，项羽率诸侯联军进至函谷关，听闻刘邦已定关中并派人守住了关口，大怒，下令黥布等攻破函谷关，十二月，至戏（今陕西西安），欲攻刘邦。而刘邦军的左司马曹无伤派人向项羽告密，项羽更怒。而项伯因与张良是好友，独自前往刘邦军欲勸张良离去，否则将被亂軍殺死，张良请项伯劝项羽罢兵。因此发生了鸿门宴的故事。鸿门宴中，項羽未聽從亞父范增之計，使得劉邦逃過一劫。（有名的俗諺“項莊舞劍，意在沛公”即出於此。）

### 项羽分封
項羽進入咸陽，處死子嬰，劫掠財寶，火燒阿房宫（根據考查，應為咸陽宮），自立为西楚霸王，领有梁國、楚國九郡，定都彭城，儼然天下共主，分封群雄。項羽為了困住劉邦，违背怀王所定“先入定关中者王之”之约，假稱巴蜀亦屬關中，改立劉邦为漢王，领有巴、蜀、漢中三郡四十一县，定都南郑。然后三分關中，封章邯为雍王，司马欣为塞王，董翳为翟王，史称三秦，其余群雄各有参差。汉王刘邦对此次分封不满，想要进攻项羽，被丞相萧何阻止。

### 关中起兵
項羽立楚後懷王為天子，號稱「楚義帝」，讓義帝成為傀儡，但不久之後，命令黥布刺殺了義帝，以報義帝不遣他入關的仇怨。項羽殺義帝，加上分封無法服眾，有實力的軍人們紛紛起兵叛變，劉邦趁項羽出外平亂，暗渡陈仓，出兵關中，平定三秦，甚至一度攻佔項羽的根據地彭城。

### 楚河汉界
經過楚漢之間長期的拉鋸戰，在眾多漢軍文臣、武將如曹參、灌嬰、蕭何、靳歙、周勃、酈食其、張良等人的協助下，劉邦所率領的漢軍逐漸壯大。楚漢兩國協議以鴻溝為界，鴻溝以西為漢，以東為楚，互不侵犯。但是，當項羽遵守諾言退兵，並放回曾被扣為人質的劉邦的父親劉太公、妻子呂雉之後，劉邦發動偷襲。項羽在陽夏之戰一路敗退，後在陳下之戰劉邦跟項羽展開一次主力大戰（陳下是今河南淮阳）項羽大敗後逃到垓下，韓信、彭越、英布等加入漢軍對項羽的包圍網之後，參戰兵力數倍於楚軍。

### 垓下灭楚
前202年12月，楚軍在垓下之战中被漢軍打敗，被圍在垓下。劉邦用四面楚歌之計瓦解楚軍軍心，最後項羽走投無路，自覺無顏見江东父老，只好自刎於烏江邊。這場歷時近五年〔漢元年（前206年）四月至五年（前202年）十二月〕的楚汉战争，项羽彻底败亡而自杀，劉邦統一天下。

## 建立漢朝
前202年末（汉五年十二月），项羽败亡。

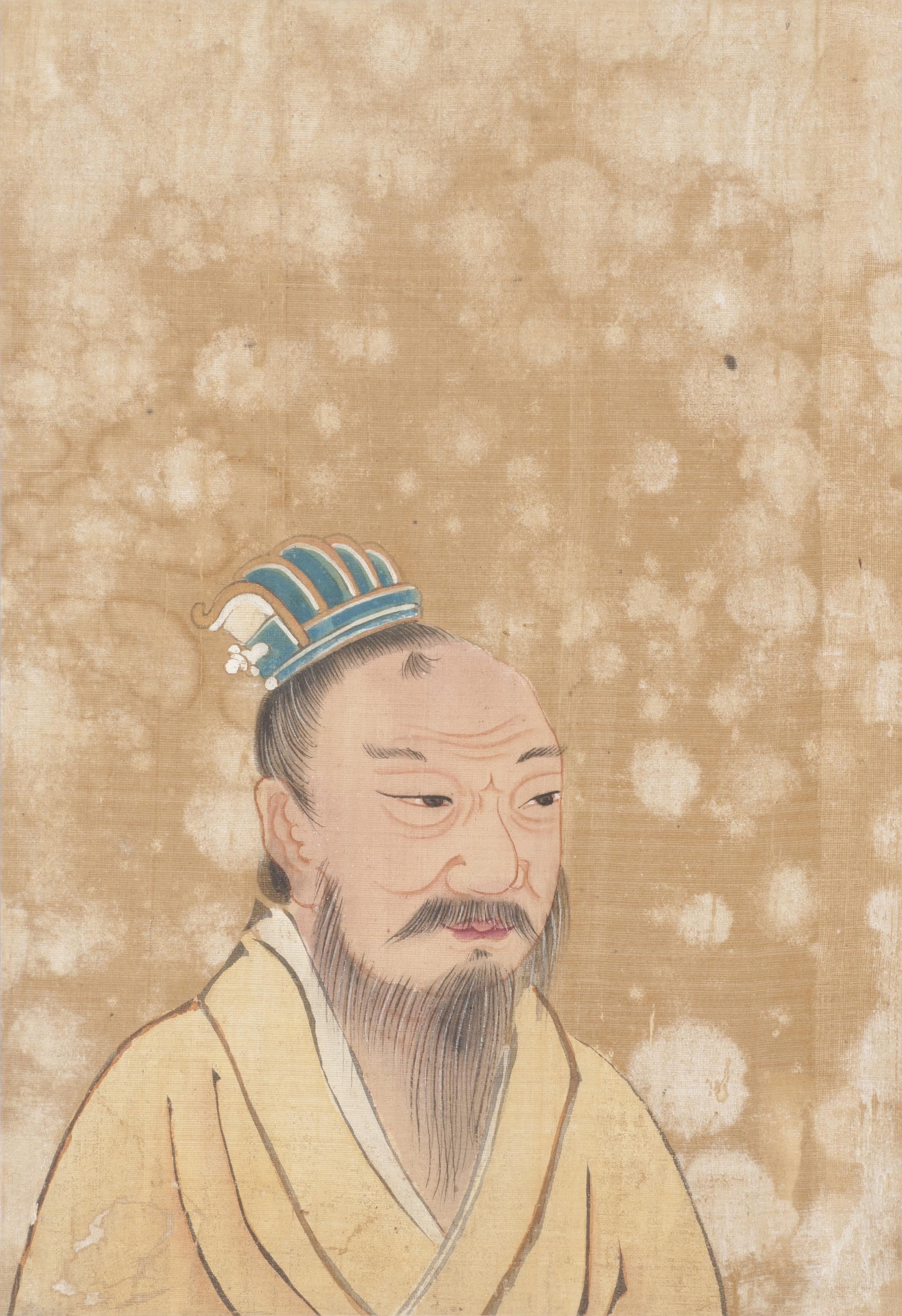
劉邦

漢五年（前202年）正月，追尊长兄刘伯为武哀侯，以楚義帝无后，徙齐王韩信为楚王，王楚地。魏相国彭越定梁地，拜为梁王。
諸侯及將相們共同尊請漢王劉邦為「皇帝」，劉邦說：「我聽說皇帝這種尊號，是極其賢能的人才能享有的，空言虛語不是我能接受的，我可承擔不了皇帝的尊號。」群臣們都說：「大王從一個小老百姓的身分起兵討伐暴逆，平定四海，有功的人便分賞土地，封王封侯，如果大王不稱帝，封賞就沒有信用，我們這群人願意以生命向大王請求。」劉邦辭讓再三，實在推辭不過了，說：「諸君都認為這樣才對，那就為了國家的便利，我答應罷。」
汉五年二月甲午（前202年2月28日），劉邦於泛水之陽即皇帝位，定都長安，定国号為漢，開啟了史稱的西汉時期。並立王后呂雉為皇后，立太子劉盈為皇太子，尊父親劉太公為太上皇，追尊母親劉媼为昭灵夫人。

### 政治

#### 官吏任用
丞相
- 萧何 （前196年改為相國）
- 曹参

太尉
- 卢绾（前202年）
- 周勃（前196年）

御史大夫
- 周苛（前206年—前203年）
- 周昌（前203年—前197年）
- 趙堯（前197年—前195年）

| 奉常 - 叔孫通（前200年—前197年，前195年） | 郎中令 - 王恬啟（前206年—？） | 太仆 - 夏侯婴（前206年—前202年） - 公上不害（前201年—？） | 卫尉 - 郦商（前201年—前196年） - 王氏（前195年—前194年） | 廷尉 - 义渠（前202年—前197年） - 宣义（前197年—前195年） - 育（前195年—前192年） | 治粟内史 - 襄（前206年—？） | 典客 - 薛欧（前202年—前188年） | 中尉 - 周昌（前206年—前203年） - 戚鳃（前196年—？） | 少府 - 阳咸延（前202年—前183年） |

#### 封賞功臣

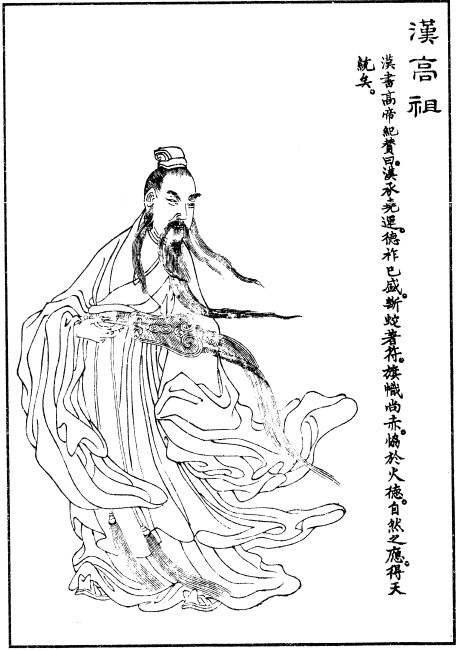
清朝画家上官周《晚笑堂画传》中刘邦像

漢朝開國，最初仅排定十八人之位次，分别为：萧何、曹参、张敖、周勃、樊哙、郦商、奚涓、夏侯婴、灌嬰、傅寬、靳歙、王陵、陈武、王吸、薛欧、周昌、丁復、蟲達。群臣都抱怨蕭何受封第一，甚為不悅，向劉邦抱怨道：「我們像狗、像馬一樣地作戰，在戰事中出生入死，冒著生命危險，受了一大堆傷，為甚麼蕭何一個文弱書生，拿個筆、動動嘴，居然居功第一？這是甚麼道理！」劉邦說：「你們懂得狩獵的道理嗎？知道獵犬的作用嗎？今天各位將軍就好像負責追蹤獵物的狗，但是發現獵物蹤跡，並指揮獵狗的人是蕭何。而且你們都只是一個人追隨我，但蕭何是全家親族都投效我，我不能忘記他的功勞。」
群臣又認為曹參軍功無數，應列第一，但劉邦仍較屬意蕭何。關內侯鄂君於是進諫：「群臣當然沒有錯，曹參的確有野戰略地之功，但楚漢相爭五年，失軍亡眾，喪失不少士兵，但是蕭何從關中派兵來補足士兵的不足，不是蕭何，漢軍早就折損所有兵卒了。楚漢在滎陽僵持時，漢軍面臨缺糧危機，蕭何利用關中的漕運，我們才都有糧草可用。雖然蕭何沒有隨軍出征，卻守護關中，給我們支援，形同隨時陪伴陛下一般，這應是萬世之功。我認為論功應該是蕭何第一，曹參第二。」高祖曰：「你說的沒錯。」於是乃令蕭何第一，賜給錦帶，允許蕭何配劍，穿鞋子上殿，入朝拜見時不需要小跑步。
眾將每天辯論誰功勞大，所以十八人以外，遲遲未論功行賞，同時劉邦在宮中看到一群將領們群聚議論，他詢問張良，將領們在商討何事？張良回答道：「陛下本來是個老百姓，當上皇帝，封賞的都是蕭何、曹參這些好朋友，誅殺的都是生平討厭的人。將軍們認為天下的土地不夠封，但很有可能被翻舊帳而被您殺死，所以將領們正在討論如何造反！」此話使得劉邦大為緊張，進一步詢問當如何解決，張良問劉邦：「陛下生平最痛恨，而將領們都知道的有誰？」劉邦答：「雍齒跟我是老朋友，但以前他經常譏辱我，使我難堪，我很想殺了他。不過他多次立功，我又不忍心殺。」張良說：「請陛下立刻重賞雍齒，眾臣見到，就都會放心了。」劉邦立即照做，此事傳開後，眾臣皆認為連皇帝最痛恨的雍齒都能獲賞，想必自己也不會過差，因此打消了造反的念頭。
刘邦自起兵起，滅亡秦朝，打敗项羽，以及后来消滅異姓王，至即位十二年（公元前195年），共封功臣143人。高后二年（公元前186年），吕后下诏让陈平序定其他功臣名次。

#### 定都關中
婁敬勸劉邦說：「定都關中。」劉邦尚對此心有疑慮。左右的大臣都是關東地區的人，多數勸劉邦定都洛陽，他們說周朝定都洛阳，拥有天下数百年；秦朝定都关中，到秦二世就灭亡了。洛阳位居“天下之中”，便于四面八方的物资供给，而且四周群山环绕，背靠邙山，东有成皋，西有崤函，背对黄河，面向伊洛之水，土地肥沃，地势险要，形势完固，足以设险守国。
張良說：「洛陽雖有此固，其中小，不過數百里，田地薄，四面受敵，此非用武之國也。夫關中左殽函，右隴蜀，沃野千里，南有巴蜀之饒，北有胡苑之利，阻三面而守，獨以一面東制諸侯。諸侯安定，河渭漕輓天下，西給京師；諸侯有變，順流而下，足以委輸。此所謂金城千里，天府之國也，婁敬之說是也。」於是劉邦當即決定起駕往西，定都關中，並拜婁敬為郎中，賜劉姓。

#### 漢律九章
劉邦稱帝後，鑒於全國新形勢，感到：「三章之法，不足以御奸。」於是令萧何參照秦朝法律：「取其宜於時者，作律九章。」蕭何在保留《秦律》六章的基礎上，補充了《戶律》、《廄律》、《興律》三章，史稱《九章律》。

#### 制定朝儀
漢高帝五年（前202年），天下已經統一，諸侯們在定陶共同尊推漢王劉邦爲皇帝，叔孫通負責擬定儀式禮節。當時劉邦把秦朝的那些嚴苛的儀禮法規全部取消，只是擬定了一些簡單易行的規矩。可是群臣在朝廷飲酒作樂爭論功勞，醉了有的狂呼亂叫，甚至拔出劍來砍削庭中立柱，劉邦爲這事感到頭疼。叔孫通知道皇帝愈來愈討厭這類事，就勸說道：「夫儒者難與進取，可與守成。臣原徵魯諸生，與臣弟子共起朝儀。」劉邦說：「得無難乎？」叔孫通說：「五帝異樂，三王不同禮。禮者，因時世人情為之節文者也。故夏、殷、周之禮所因損益可知者，謂不相複也。臣原頗采古禮與秦儀雜就之。」劉邦說：「可試為之，令易知，度吾所能行為之。」
于是叔孫通奉命征召了魯地儒生三十多人。魯地有兩個儒生不願走，說：「公所事者且十主，皆面諛以得親貴。今天下初定，死者未葬，傷者未起，又欲起禮樂。禮樂所由起，積德百年而後可興也。吾不忍為公所為。公所為不合古，吾不行。公往矣，無汙我！」叔孫通笑著說：「若真鄙儒也，不知時變。」
叔孫通就與征來的三十人一起向西來到都城，他們和皇帝左右有學問的侍從以及叔孫通的弟子一百多人，在郊外拉起繩子表示施禮的處所，立上茅草代表位次的尊卑進行演練。演習了一個多月，叔孫通說：「上可試觀。」皇帝視察後，讓他們向自己行禮，然後說：「吾能為此。」于是命令群臣都來學習，這時正巧是十月，能進行歲首朝會的實際排練。
漢高帝七年（前200年），長樂宮已經建成，各諸侯王及朝廷群臣都來朝拜皇帝參加歲首大典。當時的朝儀是：天亮時，由謁者掌禮，來訪者依次進入殿門。宮中設有車騎、步卒守衛，以及兵器、旗幟等。殿上傳言：「趨」，殿下郎中俠陛，陛數百人入殿。功臣、列侯、將軍及其他軍官在西列隊，向東而立；文官自丞相以下在東列隊，向西而立。大行依爵位高低宣示來賓上殿。於是皇帝乘輦出房，百官手執幟而傳警，引諸侯王以下至領六百石薪金的吏員依次奉賀。這時，自諸侯王以下，各人無不肅然起敬。禮成後開始酒會，宮內侍從坐在殿上，全部伏下，以來賓尊卑依次敬酒。九觴酒後，謁者宣佈：「罷酒」。御史在場內執法，見到不依禮儀的人便立刻把他帶走。整個酒會過程中都沒有人敢喧嘩失禮。
大典之後，劉邦非常得意地說：「吾乃今日知為皇帝之貴也。」于是授給叔孫通太常的官職，賞賜黃金500斤。隨叔孫通入京的儒生獲漢高帝封為郎，另外叔孫通把賞賜所得全數分贈隨行的儒生。

#### 消灭各藩
在楚汉战争中，刘邦为了换取各路實力軍人的支持，以打敗项羽，故封韩信等人为諸侯王。这样在西汉建立之初，被封的异姓王共有數人，即齐王韩信（后徙为楚王）、梁王彭越、淮南王英布、韩王信、赵王张耳、燕王臧荼（后更立卢绾）、衡山王吴芮（后改为长沙王）。
王国的封地，多者一百多城，少者三四十县，总面积比朝廷直辖郡县还要多，而且各王都拥有軍隊，行政、财政自专，名为汉臣，实为汉不能控制之独立軍閥，对朝廷造成很大威胁。
汉高祖建国称帝时已过半百，身體多病，容易疑心，尤其是畏懼那些實力強大的异姓王们，各種削藩政策使得諸侯各自造反。结果，燕王臧荼最先起兵，兵败之后被捕殺、韓信先由齊王，改為楚王，劉邦假裝出巡楚國，卻將他劫持，貶為淮陰侯，留居京城，不讓他到外地任職，而陳豨於漢十一年（前196年）在代國造反，劉邦親征。舍人樂說告韓信欲攻皇后與太子以應陳豨，呂后採納蕭何之計殺掉韓信，夷三族。彭越被呂后誣以謀逆，被酼刑；韓王信、陳豨等败后叛逃匈奴，后战败被杀；英布起兵淮南，一開始聲勢甚猛，劉邦抱著病御駕親征，並且與曹參會師，夾擊滅了英布。燕王卢绾逃入匈奴。只有长沙国因為國家太小，才勉強得以保存，直到汉文帝時才因為絕後而国除。
高帝十二年（前195年），刘邦曾杀白马为盟，除了宗室，不許以後再立異姓諸侯王，订下誓约：“非刘氏而王者，天下共击之。”这就是历史上的“白马之盟”。
劉邦還承認閩越的當地君長亡諸為王，但事實上閩越相當於藩屬國，所以未在消滅之列。
劉邦對其他的列侯亦起疑心，萧何刻意以低价强行购买平民的房地產，自毀名譽，來使高祖對他釋疑。高祖崩逝前因重病心憂下令陈平、周勃斬殺一直忠心耿耿的好友樊哙，樊哙是高祖的連襟，還在鴻門宴上救過高祖一命，只因樊哙是吕后之妹婿，高祖担心樊哙幫助諸呂作亂。後因樊哙是劉邦的老友，又是呂后的妹婿，陈平、周勃不敢妄動，高祖驾崩，樊哙才躲过一劫。

#### 廢立太子
劉邦晚年寵幸愛戚夫人而疏遠了呂，又認為呂所生太子劉盈（漢惠帝）過於軟弱，多次想廢黜太子而改立戚氏之子趙王刘如意。
漢高帝十二年（前195年），劉邦隨著擊敗英布的軍隊，回长安，病勢更加沈重，愈想更換太子。张良勸諫，劉邦不聽，張良就託病，不再理事。太子太傅叔孫通進谏規勸道：「古時晋献公因骊姬之故，罷黜了太子，立奚齊，晋国動亂了數十年，被天下人所笑。秦朝以不早定扶苏為太子，令赵高得以詐立胡亥，使自己的宗廟滅亡，此陛下所親見。今太子仁孝，天下人皆聞之；呂與陛下一起憂勞辛苦，難道可以背叛她！陛下必欲廢嫡長子而立少子，臣願意先伏誅，把脖子的血灑汙宮殿之地。」劉邦說：「公不必這麼說，我只是開開玩笑。」叔孫通說：「太子是天下的『根本』，『根本』一搖，天下震動，怎麼以天下開玩笑！」劉邦說：「吾聽公言。」但劉邦只是假裝答應了他，還是想更換太子。
而御史大夫周昌更與劉邦極力爭辯，劉邦問他理由何在，周昌有口吃的毛病，再加上非常激動，也就口吃得更厲害了，他說：「臣口不能言，然臣期期（期，通「極」）知其不可。陛下雖欲廢太子，臣期期不奉詔。」劉邦聽罷，很高興地笑了。呂后因爲在東廂側耳聽到上述對話，見到周昌時，就跪謝說：「沒有君，太子幾乎要被廢了。」
呂后很驚慌，不知如何保住太子的地位。有人對呂后說：「留侯善於出計策，陛下相信、任用他。」呂后就派建成侯呂澤脅迫留侯張良說：「君長久以來都是陛下的谋臣，现在陛下打算撤換太子，怎么能高枕無憂地睡大觉呢？」張良說：「当初陛下多次是处在危急之中，才幸而采用了臣的计策。如今天下已經安定，由于自己偏爱的原因想更换太子，这些是人家骨肉之间的家務事，即使跟臣一样的一百多個人一同进谏，又有甚麼用处呢？」呂澤竭力要挾說：「為我想想辦法罷！」張良說：「这件事是很难用口舌来争辩的。陛下有招致不到的四个賢者，这四个人已经年老了，都认为陛下对人傲慢無禮，所以躲在山中，他们依道义而行，不肯做汉朝的臣子。但是陛下很敬重这四个人。现在您果真能不惜錢財，让太子写一封信，言辞谦恭，并预备可以安適的馬車，再派有口才的人恳切地聘请，他们应当会来。来了以后，把他们当作贵宾，让他们时常跟着入朝，叫陛下见到他们，那么陛下一定会感到惊异并询问他们。一问他们，陛下知道这四个人贤能，这对太子是一個帮助啊。」於是呂后讓呂澤派人攜帶太子的書信，用謙恭的言辭和豐厚的禮品，迎請這四個人。四個人來了，就住在建成侯的府第中為客。
等到安閑的時候，設置酒席，太子在旁侍侯。那四人跟著太子，他們的年齡都已八十多歲，鬂眉潔白，衣冠非常壯美奇特。劉邦感到奇怪，問道：「彼何為者？」四個人向前對答，各自說出姓名，叫東園公、甪里先生、綺里季、夏黃公（商山四皓）。劉邦於是大驚說：「我訪求諸公已好幾年了，諸公都逃避著我，現在諸公為何自願跟隨我兒交遊呢？」四人都說：「陛下輕慢士人，擅長的就是辱罵，我們追求義理，不願受人侮辱，所以惶恐地隱居起來了。我們私下得知太子為人仁義孝順，恭敬有禮，珍愛士人，天下人無不伸長脖子想為太子效死，所以我們就來了。」劉邦說：「要麻煩諸公好好調護太子到最後了。」
四個人敬酒祝福已畢，小步快走離去。劉邦目送他們，召喚戚夫人過來，指著那四個人給她看，說道：「我是想更換太子，但他們四個人輔佐太子，太子的羽翼已經形成，難以更換了。呂后真是你的主人了。」戚夫人哭泣起來，劉邦說：「你為我跳楚國的舞，我為你唱楚國的歌。」劉邦唱道：「鴻鵠高飛，一舉千里。羽翮已就，橫絕四海。橫絕四海，當可奈何！雖有矰繳，尚安所施！」劉邦唱了幾遍，戚夫人抽泣流淚，劉邦起身離去，酒宴結束。劉邦最終沒更換太子，臨終時還在牽掛劉如意戚夫人母子。戚夫人也在劉邦死後，遭呂后拔頭髮、斬去手腳，丟進廁所，被稱為「人彘」。

### 经济

#### 輕徭薄賦
劉邦稱帝後，將士兵都遣散回家。下令各诸侯子弟留在關中的，免除賦稅、徭役十二年，回到封國去的免除賦稅徭役六年，國家供養他們一年。汉高帝十二年（前195年）二月，他又連下2詔，公告天下，表示朝廷有意輕徭薄賦。而各郡國對朝廷貢獻過多，於是下詔規定數額，並規定進奉日期是每年的10月。漢初實行的十五稅一制（田租為收成的1/15，约为6.67%），更是輕徭薄賦政策的明顯例證。

#### 解放奴婢
凡民眾因為飢餓沒有糧食，自己賣身到富戶，成為奴婢者，皆免除其奴隸身分，改為庶人。

### 文化

#### 重視儒生

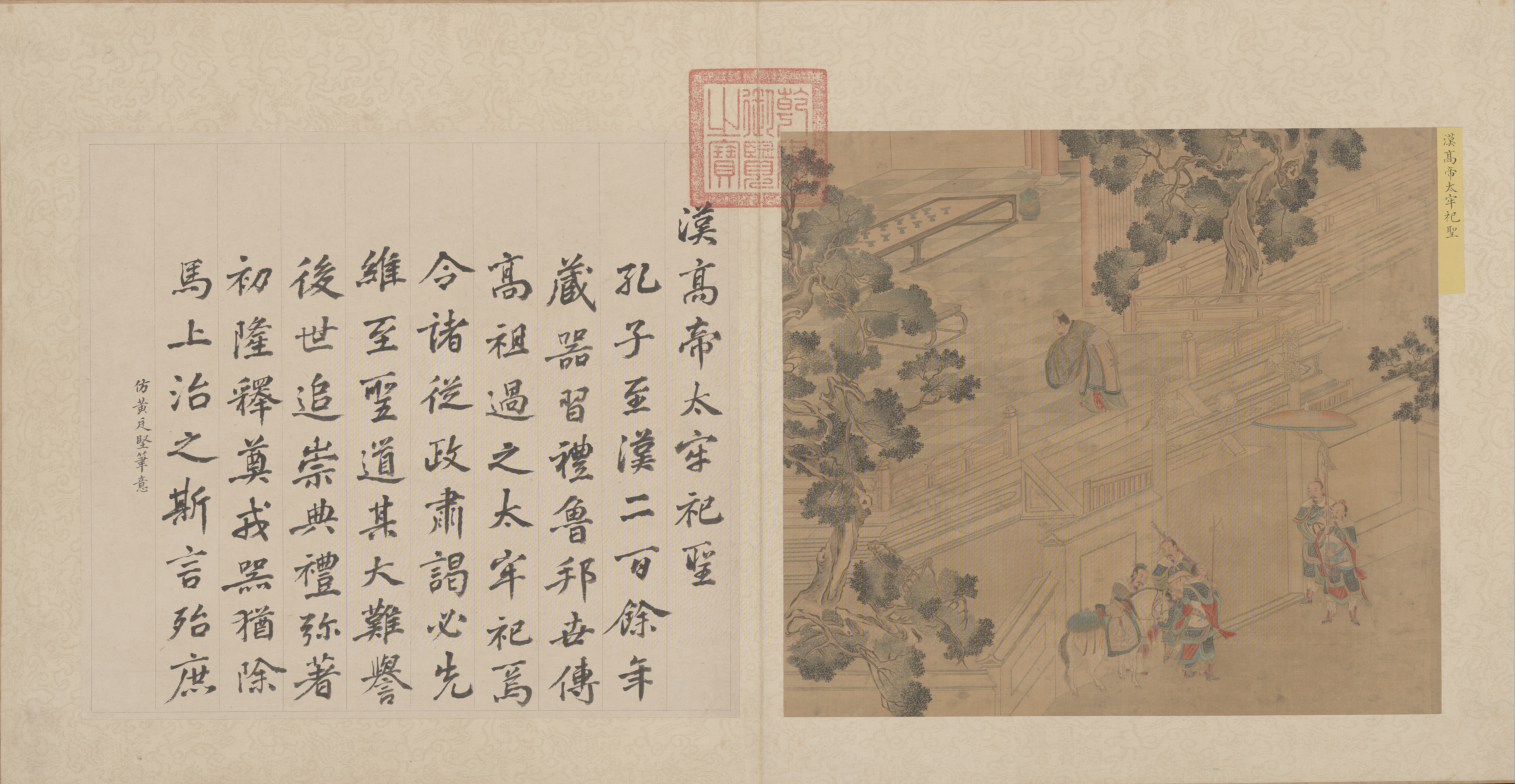
清代女画家陈书绘制的刘邦太牢祀圣图（北京故宫博物院藏）

劉邦早年放蕩不羈，輕視儒生，稱帝以后，仍認為讀書無用。儒生陸賈在劉邦面前必言《诗經》、《書經》。劉邦破口大罵說：「你老子我，騎在馬背上得了天下，怎麼要我去鑽研那些《詩》、《書》？」陸賈據理力爭地說：「在馬背上取得天下，難道也在馬背上治理天下麼？商湯和周武王，都是以武力取得天下，然後政治上順應形勢以文治守成，文治與武力並用，這才是長治久安的好方法啊。從前吳王夫差、智伯都是因窮兵黷武而使國家滅亡；秦朝也是一味使用嚴刑峻法而不知變通，最後導致秦二世的滅亡。假使秦朝統一天下之後行仁義，效法古代聖人，那陛下又怎麼取得天下呢？」劉邦雖然不太開心、有點尷尬，但還是對陸賈說：「試著為我寫下，秦國失天下的理由，我之所以得天下的理由，還有古代國家興亡的歷史。」於是命陸賈論述國家興衰存亡的征兆和原因，共寫十二篇。每寫完一篇就上奏給劉邦，劉邦無不稱贊，左右群臣皆高呼萬歲，他稱這部書爲《新語》。
後來劉邦因為平定英布叛亂回途路經山東，還準備祭品，親自祭祀了孔子。

### 建设
新築長安
漢高帝五年（前202年），開始興建都城長安，當時以秦朝的興樂宮為基礎，修建長樂宮，做為皇宮。漢高帝七年（前200年），長樂宮建成，劉邦從洛陽遷都長安，並在長樂宮行叔孫通所制定的漢朝朝儀。
漢高帝八年（前199年），丞相蕭何主持修建未央宮，並於長樂宮和未央宮之間修建武庫，又於長安東南修建太倉。
劉邦看到宮殿非常壯觀，很生氣的對蕭何說：「天下匈匈苦戰數歲，成敗未可知，是何治宮室過度也？」蕭何說：「天下方未定，故可因遂就宮室。且夫天子四海為家，非壯麗無以重威，且無令後世有以加也。」劉邦這才信服。

### 军事
平城之戰
秦亡以後，漠北的匈奴乘機南下騷擾漢朝北方邊境。漢高帝六年（前201年），韓王信投降匈奴。漢高帝七年（前200年），在北伐匈奴時，劉邦打退冒顿又接受婁敬之策，以宗室女假稱長公主，遠嫁冒頓單于，開始了與匈奴的和親政策。

## 去世
劉邦在討伐英布前，就已得病，之后和英布交战时，又為流矢所中，回京師後，病况危急，不想見客，躺在皇宮之中，诏令守門武士不讓群臣進入。群臣中如周勃、灌嬰等猛將都不敢進宮。這樣過了十多天，樊哙受不了了，推開宮門，闖了進去，後面群臣緊緊跟隨。看到劉邦枕著一個宦官躺在床上。樊哙等人見到劉邦之後，痛哭流涕地說：「起初陛下與臣等在豐、沛起兵，平定天下，多麼雄壯啊！今天下已定，又多麼的疲憊啊！而且陛下病得很重，大臣震驚恐懼，不願意接見臣等討論大事，反而獨自與跟一個宦官隔絕在這麼？而且陛下唯獨不見趙高之事麼？」於是劉邦笑著從床上起來。
之後劉邦的病情急剧惡化，呂請了良醫為他醫治，劉邦詢問病情，醫生進言：「可以治好。」劉邦聽了不但不高興，還罵醫生說：「我不過是一個布衣，手提三尺之劍，取得天下，這難道不是天命麼？人的命運是上天預定的，就算是扁鵲就能把我醫好麼？」不願意繼續治療，賜給醫師五十斤黃金，令醫師離去。
之後呂后問劉邦：「陛下百歲之後，蕭相國（萧何）死了，令誰代之？」劉邦說：「曹参可以。」呂后問還有誰，劉邦說：「王陵可。然陵略顯憨直，陳平可以助之。陳平智謀有餘，但是難以獨當重任。周勃厚道穩重，不夠文雅，但是安定劉氏者一定是周勃，可令為太尉。」呂后再問，劉邦說：「以後的事，也不是你能知道的。」暗示呂后也無法活那麼久。
四月甲辰（前195年6月1日），劉邦駕崩於長樂宮，呂后和審食其商量說：「那些將軍們跟先帝一樣出身編戶之民，後來變成先帝的臣子，就常常流露出不滿、不服的樣子，怎麼可能要他們侍奉少主，如果不全部族滅他們，天下就安定不了。」所以呂過了四天還不宣布皇帝駕崩，打算發兵殺盡功臣与將領。有人轉告這些話給將軍酈商。酈商去會見審食其，說：「我聽說皇帝駕崩四天，還不發喪，意思是要殺掉所有大將。如果真的如此，天下就危險了。陳平、灌嬰率十萬大軍鎮守滎陽，樊噲、周勃率二十萬大軍镇守燕國和代國，一旦聽說皇帝駕崩了，將軍們都明白自己即將遭殺戮，必定會聯兵回頭來攻關中。屆時大臣們在京師叛亂，諸侯們在外面造反，國家遲早要滅亡。」審食其把這些話轉告了呂后，呂后才趕緊在丁未日（6月4日）發喪，大赦天下。
五月丙寅（6月23日），葬劉邦于长陵。己巳（6月26日），太子劉盈繼位，是為漢孝惠帝。汉惠帝來到太上皇廟。群臣們都說：「先帝高祖出身為普通百姓，為世道撥亂反正，平定天下，為漢朝的太祖，功最高。」上谥号為高皇帝。又下令全國各郡國諸侯建高祖廟，每年按時祭祀。漢景帝時上廟號為「太祖」。至今在江西客家地区还有汉高帝信仰，尤其是江西宁都县汉帝信仰最普遍，几乎每个村都建有汉帝庙。

## 个人作品：大风歌
漢高帝十二年（前195年），劉邦平定英布叛亂後，途中路過故鄉沛縣。在沛宮置備酒席，把老朋友和父老子弟都請來一起開懷暢飲。鄉民們還召集沛中兒童120人唱歌助興。酒到濃時，劉邦彈擊著築琴，唱起自編的楚歌：「大風起兮雲飛揚，威加海內兮歸故鄉，安得猛士兮守四方！」讓兒童們跟著學唱。劉邦邊歌邊舞，熱淚盈眶。他對沛縣父老兄弟說：「遊子悲故鄉。吾雖都關中，萬歲後吾魂魄猶樂思沛。且朕自沛公以誅暴逆，遂有天下，其以沛為朕湯沐邑，複其民，世世無有所與。」沛縣的父老兄弟天天快活飲酒，盡情歡宴，敘談往事，取笑作樂。過了十多天，劉邦決定要走了，沛縣父老堅決要劉邦多留幾日。劉邦說：「吾人眾多，父兄不能給。」於是離開沛縣。這天，沛縣城裏全空了，百姓都趕到城西來敬獻牛、酒等禮物。劉邦又停下來，搭起帳篷，痛飲三天。沛縣父兄都叩頭請求說：「沛幸得複，豐未複，唯陛下哀憐之。」劉邦說：「豐吾所生長，極不忘耳，吾特為其以雍齒故反我為魏。」但在百姓的再三請求下，劉邦才答應免除豐邑的賦稅、徭役，並封沛侯劉濞為吳王。

## 亲属

### 父母
- 太上皇劉太公
- 昭靈皇后王含始

### 兄弟姐妹
- 大哥 武哀王刘伯：早死，汉五年春正月，刘邦當時只是漢王，故追封其為武哀侯，高后七年五月辛未，追尊为武哀王。
- 二哥 吳顷王刘喜：被封為代王。後因匈奴來襲，棄城而走，被劉邦降為合陽侯，於前193年去世。其子刘濞被封吳王後，追封其為顷王。
- 四弟 楚元王刘交：儒家代表人物，少与申公、白生、穆生从荀子门人浮邱伯为学《诗》。汉六年春正月，封为楚王。元王归国，遣子刘郢客与同学往长安再从其师浮丘伯就学。申公等为《诗》作传，刘交亦为《诗》作传，号称《元王诗》，是儒家汉初代表作品之一，也是彭城劉氏的始祖。
- 宣夫人：刘邦的姐姐，名及事迹皆不详，高帝称帝后追尊为宣夫人，吕后七年夏五月辛未（前181年五月）追尊为昭哀后。[39]

### 妃

#### 皇
- 吕雉，即呂[40][41]，漢惠帝劉盈、魯元公主之母。惠帝即位，尊为吕太后，谥号“高皇后”[42]，东汉光武帝追去皇字，称高后。

#### 妃嫔
- 戚姬
- 薄姬，漢文帝劉恆生母。文帝即位，尊为薄太后，东汉光武帝尊为高皇后。
- 管夫人
- 夫人赵子儿
- 石美人，万石君石奋的姐姐[43]。
- 傅夫人，仅知刘邦所葬漢長陵有傅夫人墓，前41年，有个名叫「忠」的男子與一群人，盗掘傅夫人墓[44]。
- 唐姬，又称唐山夫人，汉初女诗人，创作有汉初著名诗集《安世房中歌》十七章[45]。

#### 其他後宮
- 曹氏，刘邦年輕時的情妇。《汉书》作曹夫人，未详是否得到名分。
- 赵姬，张敖所献美人，無封號。

### 皇子
| 爵位     | 姓名   | 生卒年                   | 母亲   |
| -------- | ------ | ------------------------ | ------ |
| 齐悼惠王 | 刘肥   | ？－前189年              | 曹氏   |
| 漢惠帝   | 劉盈   | 前211年/前210年－前188年 | 吕雉   |
| 赵隐王   | 刘如意 | 前207年－前194年         | 戚夫人 |
| 漢文帝   | 刘恒   | 前203年－前157年         | 薄姬   |
| 赵共王   | 刘恢   | ？－前181年              |        |
| 赵幽王   | 刘友   | ？－前181年              |        |
| 淮南厉王 | 刘长   | 前198年－前174年         | 赵姬   |
| 燕灵王   | 刘建   | ？－前181年              |        |

### 皇女
- 皇長女 鲁元公主（母呂，下嫁張敖）
- 李公主、申徒公主、荣公主、傅公主。湖北省江陵县张家山汉简《二年律令》中《秩律》有「李公主申徒公主荣公主傅主家丞秩各三百石」的记载，整理小组认为是「李公主申徒公主荣公主傅【公】主」，疑为吕后女。另说她们的母亲很可能是分别姓李、申徒、荣、傅的刘邦或汉惠帝刘盈姬妾[46]。家丞是汉代诸侯王、列侯、公主家吏的最高长官。《二年律令》的时间是吕后二年（公元前186年）。两年前，年仅二十八岁的汉惠帝逝世，他共有七个儿子，但无女儿的记载。由于史籍对四位公主均无记载，所以无从判断。

## 评价

### 楚漢
西汉史学家司马迁在《史记》中的评价：“太史公曰：夏之政忠。忠之敝，小人以野，故殷人承之以敬。敬之敝，小人以鬼，故周人承之以文。文之敝，小人以僿，故救僿莫若以忠。三王之道若循环，终而复始。周秦之间，可谓文敝矣。秦政不改，反酷刑法，岂不缪乎？故汉兴，承敝易变，使人不倦，得天统矣。朝以十月。車服黃屋左纛。葬長陵。”
东汉史学家班固在《汉书》中对汉高祖刘邦一生事业的评价：
- “初，高祖不修文学，而性明达，好谋，能听，自监门戍卒，见之如旧。初顺民心作三章之约。天下既定，命萧何次律令，韩信申军法，张苍定章程，叔孙通制礼仪，陆贾造《新语》。又与功臣剖符作誓，丹书铁契，金匮石室，藏之宗庙。虽日不暇给，规摹弘远矣。”[47]
- “赞曰：《春秋》晋史蔡墨有言：陶唐氏既衰，其后有刘累，学扰龙，事孔甲，范氏其后也。而大夫范宣子亦曰：‘祖自虞以上为陶唐氏，在夏为御龙氏，在商为豕韦氏，在周为唐杜氏，晋主夏盟为范氏。’范氏为晋士师，鲁文公世奔秦。后归于晋，其处者为刘氏。刘向云战国时刘氏自秦获于魏。秦灭魏，迁大梁，都于丰，故周巿说雍齿曰：‘丰，故梁徙也。’是以颂高祖云：‘汉帝本系，出自唐帝。降及于周，在秦作刘。涉魏而东，遂为丰公。’丰公，盖太上皇父。其迁日浅，坟墓在丰鲜焉。及高祖即位，置祠祀官，则有秦、晋、梁、荆之巫，世祠天地，缀之以祀，岂不信哉！由是推之，汉承尧运，德祚已盛，断蛇著符，旗帜上赤，协于火德，自然之应，得天统矣。”[47]

郦食其：“收天下之兵，立诸侯之后。降城即以侯其将，得赂即以分其士，与天下同其利，豪英贤才皆乐为之用。”
魏豹：“汉王慢而侮人，骂詈诸侯髃臣如骂奴耳，非有上下礼节也。”
高起、王陵：“陛下慢而侮人，项羽仁而爱人。然陛下使人攻城略地，所降下者因以予之，与天下同利也。”
韩信：“陛下不能将兵，而善将将，此乃言之所以为陛下禽也。且陛下所谓天授，非人力也。”
陆贾：“项羽倍约，自立为西楚霸王，诸侯皆属，可谓至强。然汉王起巴、蜀，鞭笞天下，遂诛项羽，灭之。五年之间，海内平定。此非人力，天之所建也。”“皇帝继五帝、三皇之业，统理中国；中国之人以亿计，地方万里，万物殷富；政由一家，自天地剖判未始有也。”
司马迁：“然王迹之兴，起於闾巷，合从讨伐，轶於三代，乡秦之禁，适足以资贤者为驱除难耳。故愤发其所为天下雄，安在无土不王。此乃传之所谓大圣乎？”
刘苍︰“秦为无道，残贼百姓，高皇帝受命诛暴，元元各得其所，万国咸熙，作武德之舞。”

### 魏晉南北朝
荀悦：“高祖起于布衣之中，奋剑而取天下，不由唐虞之禅，不阶汤武之王，龙行虎变，率从风云，征乱伐暴。廓清帝宇。八载之间，海内克定，遂何天之衢。登建皇极。上古已来，书籍所载，未尝有也。非雄俊之才、宽明之略、历数所授、神祇所相、安能致功如此。夫帝王之作。必有神人之助。非德無以建業。非命無以定眾。或以文昭。或以武興。或以聖立。或以人崇。焚魚斬蛇。異功同符。豈非精靈之感哉。書曰。天工人其代之。易曰。湯武革命。順乎天而應乎人。其斯之謂乎。故觀秦項之所亡。察大漢之所興。得失之驗。可見於茲矣。太史公曰。夏政忠。政忠之弊野。故殷承之以敬。以敬之弊鬼。故周承之以文。以文之弊薄。救薄莫若忠。三王之道。週而復始。周秦之間。可謂文弊。秦不改文酷刑。漢承秦弊。得天下矣。”（《漢紀·前漢高祖皇帝紀卷·第四》、《漢紀·高祖紀一》）
曹植：“昔汉之初兴，高祖因暴秦而起。官由亭长，自身亡徒。招集英雄，遂诛强楚。光有天下，功齐汤武。业流后嗣，诚帝王之元勋，人君之盛事也。然而名不继德，行不纯道。寡善人之美称，鲜君子之风采。惑秦宫而不出，窘项座而不起。计失乎郦生，忿过乎韩信。太公是诰，于孝违矣。败古今之大教，伤王道之实义。身没之后，崩亡之际，果令凶妇肆鸩酷之心，嬖妾被人豕之刑。亡赵幽囚，祸殃骨肉。诸吕专权，社稷几移。凡此诸事，岂非高祖寡计浅虑以致祸乱？然彼之雄才大略，倜傥之节，信当世至豪健壮杰士也。又其枭将尽荩臣，皆古今之鲜有，历世之希睹。彼能任其才而用之，听其言而察之。故兼天下而有帝位，流巨勋而遗元功也。不然斯不免当世之妄。”
曹冏：“汉祖奋三尺之剑，驱乌集之众，五年之中，遂成帝业。自开关以来，其兴立功勋，未有若汉祖之易也。夫伐深根者难为功，摧枯朽者易为力，理势然也。”
諸葛亮：「乃自高帝動多疏闊，故良、平得廣於忠信，彭、勃得橫行於外。语有‘曲突徙薪为彼人，焦头烂额为上客’…」（《論光武》）
刘邵：“若一人之身，兼有英雄，则能长世；高祖、项羽是也。”
刘渊：“大丈夫当为汉高、魏武，呼韩邪何足效哉!”（《資治通鑑·卷八十五》）“昔我太祖高皇帝以神武應期，廓開大業。”（《晉書·卷一百一·載記第一》）
石勒：“朕若逢高皇，当北面而事之，与韩彭竞鞭而争先耳。脱遇光武，当并驱于中原，未知鹿死谁手。大丈夫行事当礌礌落落，如日月皎然，终不能如曹孟德、司马仲达父子，欺他孤儿寡妇，狐媚以取天下也。”（《晉書·載記第五》）
司马昱：“高祖则倜傥疏达，魏武则猜忌狭吝。”（《太平廣記·卷第一百八十九》）

### 唐
啸命豪杰，奋发材雄。彤云郁砀，素灵告丰。

龙变星聚，蛇分径空。项氏主命，负约弃功。

王我巴蜀，实愤于衷。三秦既北，五兵遂东。

李世民：“正主御邪臣，不能致理；正臣事邪主，亦不能致理。唯君臣相遇，有同鱼水，则海内可安也。昔汉高祖，田舍翁耳。提三尺剑定天下，既而规模弘远，庆流子孙者，此盖任得贤臣所致也。”（《舊唐書·卷七十·王珪傳》）
刘文静︰"天下大乱，非有汤、武、高、光之才，不能定也。"(《旧唐书‧刘文静传》)
令狐德棻：“陳涉首事不終，有漢因而創業；賀拔元功夙殞，太祖藉以開基。‘不有所廢，君何以興’，信乎其然矣。”（《周書：列傳第六》）
李翱︰"仆以为西汉十一帝，高祖起布衣，定天下，豁达大度，东汉所不及。其余惟文、宣二帝为优，自惠、景以下，亦不皆明于东汉明、章两帝。"(《全唐文‧答皇甫湜书》)

### 遼
辽太祖耶律阿保机敬仰刘邦，故兼姓刘氏；又以萧何助刘，故变其母族、后族为萧氏，辽朝皇族耶律氏也兼姓刘氏。

### 宋
司馬光於資治通鑑中，引用班固的評價：“初，高祖不修文學，而性明達，好謀，能聽，自監門、戍卒，見之如舊。初順民心作三章之約。天下既定，命蕭何次律、令，韓信申軍法，張蒼定章程，叔孫通制禮儀；又與功臣剖符作誓，丹書、鐵契，金匱、石室，藏之宗廟。雖日不暇給，規摹弘遠矣。”
呂蒙正《破窯賦》：“楚霸英雄，敗於烏江自刎；漢王柔弱，竟有萬里江山。”
苏轼：“予观汉高祖及光武，及唐太宗，及我太祖皇帝，能一天下者四君，皆以不嗜杀人者致之，其余杀人愈多，而天下愈乱。”、"古之英主，无出汉高。郦生谋挠楚权，欲复六国，高祖曰善，趣刻印。及闻留侯之言，吐哺而骂之曰：「趣销印。」夫称善未几，继之以骂，刻印、销印，有同儿戏。何尝累高祖之知人？适足明圣人之无我。"(《东坡全集》)
苏辙：“今夫曹公、孙权、刘备，此三人者，皆知以其才相取，而未知以不才取人也。世之言者曰：孙不如曹，而刘不如孙。刘备唯智短而勇不足，故有所不若于二人者，而不知因其所不足以求胜，则亦已惑矣。盖刘备之才，近似于高祖，而不知所以用之之术。昔高祖之所以自用其才者，其道有三焉耳：先据势胜之地，以示天下之形；广收信、越出奇之将，以自辅其所不逮；有果锐刚猛之气而不用，以深折项籍猖狂之势。此三事者，三国之君，其才皆无有能行之者。独一刘备近之而未至，其中犹有翘然自喜之心，欲为椎鲁而不能纯，欲为果锐而不能达，二者交战于中，而未有所定。是故所为而不成，所欲而不遂。弃天下而入巴蜀，则非地也；用诸葛孔明治国之才，而当纷纭征伐之冲，则非将也；不忍忿忿之心，犯其所短，而自将以攻人，则是其气不足尚也。嗟夫!方其奔走于二袁之间，困于吕布而狼狈于荆州，百败而其志不折，不可谓无高祖之风矣，而终不知所以自用之方。夫古之英雄，唯汉高帝为不可及也夫。”(《栾城集‧三国论》)
張耒：“沛公百萬保咸陽，自古柔仁伏暴強。”
何去非：“汉太祖挟其在己之智术，固无足以定天下而王之。然天下卒归之者，盖能收人之智而任之不疑也。”
范浚：“夫以高祖权略智数，揽英豪而驱御之，盖真王霸才，虽羽百辈不敌也。”

### 元
郝经︰"故上世称圣王者，以舜为首，其次则称文、武；后世之称圣王者，以高帝为首，其次则称光武。皆知进退存亡之理，时乘御天，卒以龙德而位天位者也。至于魏孝文，虽不逮于文武高光，迁都洛阳，总干问罪，辞顺而返；齐人侵轶，报之以兵，闻丧而还；进退以礼，不陨师徒，卒全龙德为用。夏变夷之贤主，亦其次也。彼凭威恃力，以逞无疆之欲，皆亢龙之师也。秦苻坚，金海陵，亢而不悔者也。汉武帝、唐太宗，亢而有悔者也。虽皆亢龙悔而知退，又其次也。"(《元代奏议集录‧班师议》)

### 明
明朝官修皇帝实录《明太祖实录》记载，明太祖朱元璋在洪武七年八月初一日（1374年9月7日），亲自前往南京历代帝王庙祭祀三皇五帝、夏禹王、商汤王、周武王、汉高祖、汉光武帝、隋文帝、唐太宗、宋太祖、元世祖一共十七位帝王。
洪武二十一年（1388年）隋文帝的塑像被撤出南京历代帝王庙，其中对汉高祖刘邦的祝文是：“惟汉高祖皇帝除嬴平项，宽仁大度，威加海内，年开四百。有君天下之德而安万世之功者也。元璋以菲德荷天佑人助，君临天下，继承中国帝王正统，伏念列圣去世已远，神灵在天，万古长存，崇报之礼，多未举行，故于祭祀有阙。是用肇新庙宇于京师，列序圣像及历代开基帝王，每岁祀以春、秋仲月，永为常典。今礼奠之初，谨奉牲醴、庶品致祭，伏惟神鉴。尚享！”；“项羽南面称孤，仁义不施，而自矜功伐。高祖知其然，承以柔逊，济以宽仁，卒以胜之。”
李善长︰"秦乱，汉高起布衣，豁达大度，知人善任，不嗜杀人，五载成帝业。"(《明史‧李善长传》)
李贄：“漢祖之神聖，堯以後一人也。”

### 毛泽东
毛泽东对刘邦的评价是「老粗出人物」、「封建皇帝里边最厉害的一個」，「他得天下一因决策对头，二因用人得当」。1964年毛泽东更借题发挥，指出：「自古以来，能干皇帝大多是老粗出身。汉朝的刘邦是封建皇帝里边最厉害的一个——刘敬劝他不要建都洛阳，要建都长安，他立刻就去长安；鸿沟划界，项羽引兵东退，他也想到长安休息，张良说，什么条约不条约、要进攻，他立刻听了张良的话，向东进；韩信要求自封假齐王，刘邦说不行，张良踢了他一脚，他立刻改口说：『要封就封真齐王，何必要假的。』」毛澤東還認為项羽非政治家，劉邦则为一位高明的政治家。
毛泽东在1964年3月24日，在一次听取汇报时的插话中对汉高祖刘邦，元太祖成吉思汗、明太祖朱元璋的治国能力评价如下：“可不要看不起老粗。”“知识分子是比较最没有知识的，历史上当皇帝的，有许多是知识分子，是没有出息的：隋炀帝，就是一个会做文章、诗词的人；陈后主、李后主，都是能诗善赋的人；宋徽宗，既能写诗又能绘画。一些老粗能办大事：成吉思汗，是不识字的老粗；刘邦，也不认识几个字，是老粗；朱元璋也不识字，是个放牛的。”（毛泽东举例只是为了强调“一些老粗能办大事”，并不是说成吉思汗和刘邦真的不识字，也不是说刘邦只认识几个字。事实上，成吉思汗，刘邦，朱元璋三人身为帝王，他们的文化水平至少达到批阅奏折和签署命令的程度。刘邦和朱元璋的文化水平不必细谈，相关史书记载很多，至于成吉思汗，元初耶律楚材在《玄风庆会录》一书中提到成吉思汗是可以亲自阅览文件的。）

### 其他
- 英國史學家湯恩比更與之和羅馬的凱撒大帝齊名。“人类历史上最有远见、对后世影响最大的两位政治人物，一位是开创罗马帝国的恺撒，另一位便是创建大汉文明的刘邦。恺撒未能目睹罗马帝国的建立以及文明的兴起，便不幸遇刺身亡，而刘邦却亲手缔造了一个昌盛的时期，并以其极富远见的领导才能，为人类历史开创了新纪元！”（《展望二十一世纪—汤恩比和池田大作对话录》）

## 艺术形象

### 电影
- 中國大陆电影《西楚霸王》（1994年）：由张丰毅飾演。
- 中國大陆与香港合拍电影《鸿门宴传奇》（2011年）：由黎明飾演。
- 中國大陆电影《王的盛宴》（2012年）：由刘烨飾演。

### 电视剧
- 香港电视剧《楚河汉界》（1985年）：由吳啟華飾演。
- 中國大陆电视剧《淮阴侯韩信》（1991年）：由石维坚飾演。
- 中國大陆电视剧《西楚霸王》（1994年）：由白志迪飾演。
- 中國大陆电视剧《汉刘邦》（1998年）：由刘文治飾演。
- 中國大陆电视剧《吕后传奇》（1998年）：由许还山飾演。
- 中國大陆电视剧《大汉风（楚汉风云）》（2003年）：由肖荣生飾演。
- 香港电视剧《楚汉骄雄》（2004年）：由郑少秋飾演。
- 中國大陆电视剧《大汉巾帼》（2005年）：由张志宏飾演。
- 中國大陆电视剧《辛追传奇》（2007年）：由张秋歌飾演。
- 中国大陆电视剧《玫瑰江湖》（2009年）：由何晟铭饰演。
- 中國大陆电视剧《神话》（2010年）：由李易祥飾演。
- 中國大陆电视剧《韩信》（2010年）：由孙海英飾演。
- 中國大陆电视剧《大风歌》（2010年）：由吕良伟飾演。
- 中國大陆电视剧《楚汉争雄》（2012年）：由黄秋生飾演。
- 中國大陆电视剧《楚汉传奇》（2012年）：由陈道明飾演。
- 中國大陆电视剧《秦时明月》（2015年）：由于波飾演。
- 中國大陆电视剧《天意之秦天宝鉴》（2018年）：由张丹峰飾演。

### 动画
- 中國大陆动画剧集《秦汉英雄传》（2011年），由李璐配音。
- 中國大陆三维动画剧集《秦時明月》第五季《君臨天下》（2015年），由賈邱配音。

### 游戏
- 《王者荣耀》職業為坦克，為該遊戲「四一分推戰術」的始祖。

- 《忘川風華錄》中地品防禦類名士，由賈邱配音。

## 纪年
| 汉太祖高皇帝 | 元年                    | 二年                      | 三年                    | 四年                    | 五年                      | 六年                    | 七年                    | 八年                      | 九年                    | 十年                      | 十一年                  | 十二年                  |
| ------------ | ----------------------- | ------------------------- | ----------------------- | ----------------------- | ------------------------- | ----------------------- | ----------------------- | ------------------------- | ----------------------- | ------------------------- | ----------------------- | ----------------------- |
| 公元         | 前207年十月—前206年九月 | 前206年十月—前205年后九月 | 前205年十月—前204年九月 | 前204年十月—前203年九月 | 前203年十月—前202年后九月 | 前202年十月—前201年九月 | 前201年十月—前200年九月 | 前200年十月—前199年后九月 | 前199年十月—前198年九月 | 前198年十月—前197年后九月 | 前197年十月—前196年九月 | 前196年十月—前195年九月 |

## 軼事

### 刘氏冠
劉邦喜歡戴用竹皮編成的帽子，他讓掌管捕盜的差役到薛城去監製。到後來顯貴了，仍經常戴著。人們所說的「劉氏冠」，指的就是這種帽子。

### 對蹴鞠的貢獻
由於劉邦喜好蹴鞠，在他成為皇帝以後，促進了蹴鞠成為西漢時期的全國性體育運動，同時亦成為了西漢皇家的重要娛樂項目之一，而不再僅是往日只流行於草根階層。劉邦在皇宮範圍內，規劃了一座專業足球場，謂為鞠城。在劉邦的影響下，此後歷代漢朝皇帝，也包括太子黨在內的皇親及貴族等都喜歡蹴鞠此運動。劉徹踢蹴鞠時，令其文學侍從枚皋作《蹴鞠賦》助興。在漢朝時，蹴鞠被正式的列為漢朝軍人訓練項目之一，被軍事專家視之為兵家伎巧，是提高軍人體能的訓練手段。劉向《別錄》稱，「蹋鞠，兵勢也，所以練武士，知有材也，皆因嬉戲而講練之。」
其中劉邦後人──漢武帝劉徹和漢成帝劉驁，更是資深球迷，又經常親自上球場切磋技術。至於劉驁踢蹴鞠的投入程度更是使到朝臣擔心其龍體的安康，後來勸說劉驁不再參與蹴鞠活動，而用名叫彈棋的室內娛樂項目替代之。漢武帝時代的悍將霍去病在遠征匈奴時，軍中曾經一度缺乏軍糧；霍去病於是在戰區上臨時劃了一塊場地，帶領士兵踢蹴鞠，以提起及振奮士氣。

### 袒护正疆
刘邦大臣正疆上奏事情都很正確，刘邦非常满意，楚汉战争时期，刘邦常常和正疆共坐一辆车，并把自己的宝剑送给正疆。刘邦称帝后，让正疆担任郡守。有人告发正疆罪状，刘邦问他：「天下大乱的时候，你在哪呢？」告发者说：“逃亡。”刘邦说：“正疆跟从我在軍中吹風淋雨，而你逃了，有什么资格检举他！”于是叫廷尉把告发者鼻子割了。

## 延伸阅读
[在维基数据编辑]
 在维基文库阅读此作者作品（ 在维基共享资源阅览影像、分类）
 《史記/卷008》，出自司馬遷《史記》
 《史記/卷049》，出自司馬遷《史記》
 《漢書·卷001上》，出自班固《漢書》
 《漢書/卷001下》，出自班固《漢書》
- 李開元：《漢帝國的建立與劉邦集團——軍功受益階層研究》（北京：三聯書店，2000）。

| 刘邦 西漢出生于：前247年逝世於：前195年6月1日 | 刘邦 西漢出生于：前247年逝世於：前195年6月1日 | 刘邦 西漢出生于：前247年逝世於：前195年6月1日 |
| 統治者頭銜                                    | 統治者頭銜                                    | 統治者頭銜                                    |
| --------------------------------------------- | --------------------------------------------- | --------------------------------------------- |
| 前任： 無                                     | 汉王 前207年十月－前202年二月                 | 繼任： 无                                     |
| 前任： 楚義帝                                 | 中國君主 前202年二月－前195年四月             | 繼任： 孝惠皇帝 劉盈                          |
| 前任： 無                                     | 漢朝皇帝 前202年二月－前195年四月             | 繼任： 孝惠皇帝 劉盈                          |
| 前任： 西楚霸王 項羽                          | 楚國地區君主 前202年二月－前195年四月         | 繼任： 孝惠皇帝 劉盈                          |